# Foire du livre de jeunesse de Bologne
Ne doit pas être confondu avec Foire de Bologne.
Pour les articles homonymes, voir Foire du livre.
La Foire du livre de jeunesse de Bologne (en italien, La fiera del libro per ragazzi, en anglais The Bologna Children's Book Fair) est le plus important salon international consacré à la littérature pour la jeunesse.

## Historique
Depuis 1963, elle a lieu tous les ans à Bologne pendant quatre jours en mars ou en avril. Elle est organisée par le groupe BolognaFiere (connu sous le nom de Fiere di Bologna avant 2002).
La plupart des exposants (1 300 venant de 67 pays en 2009) sont des éditeurs ou des fabricants de livres (imprimeurs, packageurs). L'accès de la foire est réservé aux professionnels impliqués dans le livre jeunesse ou ses dérivés : auteurs, illustrateurs, traducteurs, éditeurs, agents, libraires, bibliothécaires, journalistes spécialisés, producteurs de télévision, etc. Les participants visent avant tout à vendre et à acheter des droits pour des traductions et des produits dérivés.
Outre son aspect commercial, la foire est également connue pour le prix BolognaRagazzi décerné chaque année par un jury constitué de personnalités internationales reconnues pour leur expertise dans le domaine de la littérature jeunesse. Quatre catégories d'œuvres sont récompensées tous les ans : Fiction, Non fiction pour les documentaires, New Horizons pour les éditeurs des pays arabes, d'Amérique latine, d'Asie et d'Afrique, Opera prima pour les premières œuvres. D'autres récompenses sont parfois décernées de manière exceptionnelle (musique en 2006, poésie en 2008, etc.). En plus du vainqueur dans chaque catégorie, le jury décerne très régulièrement des "mentions" ou des "mentions spéciales" à des œuvres qu'il souhaite mettre en lumière.
Entre 1997 et 2003, le prix New Media Prize a été décerné en collaboration avec la revue Children's Software Revue (devenue Children's Technology Review) pour récompenser des produits interactifs destinés à la jeunesse.
D'autres prix importants sont remis à l'occasion de la foire, mais sans lien direct avec elle : le prix Hans Christian Andersen (bisannuel) et le Prix Astrid Lindgren Memorial.
De nombreux éditeurs et auteurs français ont reçu le prix BolognaRagazzi.

## Quelques lauréats, jusqu'en 1997
- 1967 :  Tomi Ungerer : "Mention" Prix Critique en herbe pour Jean de la Lune
- 1969 :  Quentin Blake : "Mention" Prix Critique en herbe pour Patrick
- 1970 : 
  -  Eric Carle : Premio Grafico Fiera di Bologna per l'Infanzia pour 1, 2, 3 to the zoo
  -  Janine Ast et  Alain Grée (texte),  Philippe Fix (illus.): "Mention" Prix Critique en herbe pour Séraphin
- 1972 : 
  -  Eric Carle : "Mention" Premio Grafico Fiera di Bologna per l'Infanzia pour La Souris qui cherche un ami
  -  Barbara Hazen (texte),  Tomi Ungerer (illus.) : "Mention" Prix Critique en herbe pour Guillaume l'apprenti sorcier
  -  Alain Grée (texte),  Philippe Fix (illus.): "Mention" Premio Grafico Fiera di Bologna per l'Infanzia pour Séraphin, lecture interdite
  -  Mitsumasa Anno : "Mention" du Premio Grafico Fiera di Bologna per l'Infanzia pour Zwergenspuk
- 1973 : 
  -  Gianni Rodari : Premio Grafico Fiera di Bologna per l'Infanzia pour Kopfblumen
  -  Iela Mari : "Mention" Premio Grafico Fiera di Bologna per l'Infanzia pour L'Arbre, le loir et les oiseaux
  -  Annette Tison et  Talus Taylor : "Mention" Prix critique en herbe pour  Animal hide and seek: a take another look book
- 1974 :  Edward Gorey : Premio Grafico Fiera di Bologna per l'Infanzia pour ses illustrations de Le Petit Chaperon Rouge de Grimm
- 1975 :   Bernard Barokas (texte),  Joëlle Boucher (ill.) : Premio Grafico Fiera di Bologna per l'Infanzia pour  Trois petits flocons de neige.
- 1975 :  Marie Tenaille et  Gerda Muller : "Mention" Prix critique en herbe pour Nours et Pluche, les petits koalas
- 1976 : Ladislav Dvorský (texte),  Jörg Müller (ill.) : "Mention" Premio Grafico Fiera di Bologna per l'Infanzia pour  Das Geheime Bordbuch
- 1977 : 
  -  Florence Parry Heide (texte),  Edward Gorey (ill.) : Premio Grafico Fiera di Bologna per l'Infanzia pour  Théophile a rétréci.
  -  Helme Heine :  "Mention" Premio Grafico Fiera di Bologna per l'Infanzia pour Un éléphant, ça compte énormément
  -  Iela Mari : "Mention" Premio Grafico Fiera di Bologna per l'Infanzia pour C'era una volta il riccio di mare
  -  Jérôme Peignot et  Richard Constantin : "Mention" Premio Grafico Fiera di Bologna per la Gioventù pour Au pied de la lettre
- 1978 : 
  -  Satomi Ichikawa : Mention, pour Suzette et Nicolas au marché
  -  Mitsumasa Anno : Premio Grafico Fiera di Bologna per la Gioventù pour Mitsumasa Anno no gashu: Anno 1968-1977
  -  Wilhelm Busch :  "Mention" Premio Grafico Fiera di Bologna per l'Infanzia pour Max et Moritz.
  -  Lisbeth Zwerger : Mention pour Das fremde kind (texte de Ernst Theodor Amadeus Hoffmann)
  -  Virginia Allen Jensen : Mention  mention, avec Dorcas Woodbury Haller, pour l'album What's that?
- 1979 : 
  -  Mark Twain (texte),  Jean-Michel Nicollet (ill.) : Premio Grafico Fiera di Bologna per l'Infanzia pour  Histoire du petit Stephen Girard
  -  Adela Turin (texte),  Annie Goetzinger : Premio Grafico Fiera di Bologna per la Gioventù Aurore. Aurore Dupin devient George Sand.
  -  Raymond Briggs : "Mention" Prix critique en herbe pour Le Bonhomme de neige
- 1980 : 
  -  Mitsumasa Anno : Premio Grafico Fiera di Bologna per l'Infanzia pour Uta no ehon 2.: sekai no shoka yori
  -  Henriette Bichonnier (texte), Pierre-Yves Robin et Guy Autréau (ill.) : "Mention" Prix critique en herbe pour  Clémentine et Célestin et la neige
  -  Lisbeth Zwerger : Mention pour  Hänsel und Gretel (texte de Wilhelm Grimm et Jacob Grimm)
  -  Claude Lapointe : Premio Grafico Fiera di Bologna per l'Infanzia pour sa série d'ouvrages de la collection « Les secrets de l'image », éditée par Gallimard.
  -  Peter Dickinson : Premio Grafico Fiera di Bologna per la Gioventù pour  City of gold and other stories from the Old Testament, illustré par Michael Foreman.
  -  Alison Lurie (texte), Monika Beisner (ill.) : "Mention" Premio Grafico Fiera di Bologna per la Gioventù, pour Fabulous beasts
  -  Mitsumasa Anno : "Mention" Prix critique en herbe pour 10 petits amis déménagent.
- 1983 : 
  -  Yves Pinguilly : Premio Grafico Fiera di Bologna per la Gioventù pour Il était une fois les mots
  -  Agnès Rosenstiehl (ill.) : "Mention" Premio Grafico Fiera di Bologna per la Gioventù, pour ses illustrations de chansons choisies par Pomme d'Api, 66 chansons, 6 canons, 6 noëls .
  -  Sophie Kniffke : Mention pour Les Trois cadeaux de Gil, texte de Chantal de Marolles
  -  Raymond Briggs : "Mention" Prix critique en herbe pour  Fungus the bogeyman
  -  Georges Jean :  "Mention" Prix critique en herbe pour Le plaisir des mots : dictionnaire poétique illustré
  -  William Mayne et Nicola Bayley : "Mention" Premio Grafico Fiera di Bologna per l'Infanzia pour Périlleuse aventure d'une chatte tigrée, coréalisé avec Nicola Bayley.
  -  Lisbeth Zwerger : Mention pour  The Gift of the Magi (texte de O. Henry et Michael Neugebauer)
- 1984 : 
  -  Sarah Moon (ill.) : Premio Grafico Fiera di Bologna per la Gioventù pour ses illustrations de l'ouvrage  Le petit chaperon rouge, texte de Charles Perrault.
  -  Gabrielle Vincent : « Mention »  Premio Grafico Fiera di Bologna per la Gioventù pour L'œuf (publié sous son véritable nom de Monique Martin)
  -  Bruno Munari: "Mention" Premio Grafico Fiera di Bologna per la Gioventù pour Tata gente
- 1985 :  Kit Williams : Premio Grafico Fiera di Bologna per la Gioventù pour   Untitled children's story.
- 1986 : 
  -  Jörg Müller (ill.) : Prix critique en herbe pour Pierre et le Loup, d'après Serge Prokofieff, adapté par Loriot.
  -  Christophe Gallaz (texte),  Roberto Innocenti (ill) : "Mention" Premio Grafico Fiera di Bologna per la Gioventù pour Rose blanche
  -  Eric Carle : "Mention" Prix critique en herbe pour Décroche-moi la lune !
  -  Lisbeth Zwerger : Mention pour Die Retter des Landes (texte de Edith Nesbit)
- 1987 : 
  -  Claude Clément (texte), Frédéric Clément (ill) : "Mention" Premio Grafico Fiera di Bologna per l'Infanzia pour Le peintre et les cygnes sauvages
  -  Anthony Browne : "Mention" Premio Grafico Fiera di Bologna per l'Infanzia pour  Piggybook (A calicochon)
  -  Michael Palin,  Alan Lee et Richard Seymours : "Mention" Premio Grafico Fiera di Bologna per la Gioventù pour La Pierre de cristal
  -  Carl Norac (texte),  Marie-José Sacré : "Mention" Prix critique en herbe pour Bon appétit Monsieur Logre
- 1988 :
  -  Pierre-Marie Beaude (texte), Georges Lemoine (ill.) : Premio Grafico Fiera di Bologna per la Giuventù pour  Le livre de la Création
  -  Gilbert Léautier : "Mention" Premio Grafico Fiera di Bologna per la Giuventù pour Le lutin aux rubans
  -  Gabrielle Vincent : "Mention" Premio Grafico Fiera di Bologna per l'Infanzia pour La naissance de Célestine (série jeunesse Ernest et Célestine)
  - Alain Thomas (texte),  Ulises Wensell (ill.) : "Mention" Prix critique en herbe pour  Un petit monsieur très sérieux
- 1989 :
  -  Jean Alessandrini : "Mention" Premio Grafico Fiera di Bologna per l'Infanzia pour Rentre chez toi, Tom !
  -  Patrick Chamoiseau (texte), Mireille Vautier  (ill.) : "Mention" Premio Grafico Fiera di Bologna per la Gioventù  pour  Au temps de l'antan : contes du pays Martinique
- 1990 : 
  -  Anthony Browne : "Mention" Premio Grafico Fiera di Bologna per la Gioventù pour ses illustrations de Alice au pays des merveilles de Lewis Carroll
  - Renate Schupp (texte),  Marie-José Sacré : "Mention" Prix critique en herbe pour La fleur jaune
- 1991 :
  -  René de Ceccatty (texte), Mireille Vautier (ill.) : Prix Graphique pour Rue de la Méditerranée
  -  Lionel Koechlin : "Mention" Premio Grafico Fiera di Bologna per l'Infanzia pour  Le yéti qui n'aimait pas le ski
  -  Jean Claverie : "Mention" Premio Grafico Fiera di Bologna per la Gioventù pour Little Lou
  -  Pef : "Mention" Prix critique en herbe pour  Histoire de l'éléphant qui voulait se marier avec une bicyclette
  - Gerda Wagener,  Marie-José Sacré (ill.) : "Mention spéciale" du Prix Critique en herbe pour Tout p'tit lièvre et ses amis
- 1992 :
  -  Josse Goffin : Grand prix graphique pour Oh !
  -  Christian Bruel (texte), Xavier Lambours (mise en scène et photographies) : "Mention" Prix Graphique pour La mémoire des scorpions : photo-roman
  -  Françoise Kerisel (texte), Alain Gauthier (illustrations) : "Mention" Prix Graphique pour Moi Matthieu, j'habite chez mon père
  -  Klaus Kordon ,  Marie-José Sacré (ill.) : "Mention spéciale" du Prix Critique en herbe pour  Le petit homme et les géants
  -  Hoffman von Fallersleben (texte), Klaus Ensikat (ill.) : Premio Grafico, pour Jeder nach seiner Art
- 1993 :
  -  Grégoire Solotareff : Premio Grafico Fiera di Bologna per l'Infanzia pour Dictionnaire du Père Noël
  -  Anne Brouillard : "Mention" Premio Grafico Fiera di Bologna per l'Infanzia pour Le sourire du loup
  -  Rascal (texte),  Louis Joos (ill.) :  "Mention" Premio Grafico Fiera di Bologna per l'Infanzia pour  Escales : carnet de croquis
  -  Yan Nascimbene : "Mention séciale " du Premio Grafico Fiera di Bologna per la Gioventù pour  Antibes, Clavière et autres couleurs
  -  Květa Pacovská : "Mention" Prix critique en herbe pour  Grün rot alle: ein farbenspielbuch
- 1994 :
  -  Jo Hoestlandt (texte),  Johanna Kang (ill.) : Premio Grafico Fiera di Bologna per la Gioventù pour La Grande peur sous les étoiles
  -  Grégoire Solotareff et  Alain Le Saux : "Mention" Premio Grafico Fiera di Bologna per la Gioventù pour Petit musée
  -  Alan Snow : "Mention" Premio Grafico Fiera di Bologna per l'Infanzia  pour  How dogs really work!. (Petit manuel pratique du chien)
  -  Guy Billout : "Mention" Premio Grafico Fiera di Bologna per la Gioventù pour Journey (En voyage).
  -  Nadja : "Mention" Prix critique en herbe pour   Le sapin des lutins
- 1995 : 
  -  Franck Pavloff (texte), Marcelino Truong (ill.) : Prix Non Fiction Young Adults pour  Enfants prostitués en Asie
  -  Nikolaus Heidelbach : Fiction, pour Au théâtre des filles (Was machen die Mädchen ?)
- 1996 : 
  -  Quentin Blake : Fiction Children pour Clown
  -  Frédéric Clément : Fiction Young Adults pour Magazin zinzin
  -  Christian Bruel : « Special Prize for Outstanding Originality »  pour Nicole Claveloux & compagnie
- 1997 :
  -  Jörg Müller : Fiction Children pour  Der standhafte zinnsoldat 
  - Romain Victor Pujebet : fiction multimédia pour El Libro de Lulu (VO) , titre VF le livre de Lulu Editeur Flammarion - France

## Liste des lauréats et des mentions du Prix BolognaRagazzi depuis 1998[3]

### Jusqu'en 2013
| Année | Prix                                         | Catégorie                                                                    | Auteurs | Titre VO | Titre VF                                                                                      | Éditeur                                                                  | Pays                                 |
| ----- | -------------------------------------------- | ---------------------------------------------------------------------------- | --- | --- | --------------------------------------------------------------------------------------------- | ------------------------------------------------------------------------ | ------------------------------------ |
| 1998  | Prix                                         | Fiction Infants                                                              | Ernst Jandl (texte), Norman Junge (ill) | Fünfter sein | Le cinquième, École des Loisirs, 1998                                                         | Beltz & Gelberg                                                          | Allemagne                            |
| 1998  | Prix                                         | Fiction Children                                                             | Quint Buchholz (texte et ill.) | Der Sammler der Augenblicke | Le collectionneur d'instants, Milan, 1998                                                     | Carl Hanser Verlag                                                       | Allemagne                            |
| 1998  | Prix                                         | Fiction Young Adults                                                         | Kenshi Yonekura (texte et ill.) | Kamihikoki tonda |                                                                                               | Shiko-Sha Co. Ltd.                                                       | Japon                                |
| 1998  | Mention                                      | Fiction Young Adults                                                         | Philippe Koechlin et Lionel Koechlin | Chat et chien dans Paris | /                                                                                             | Seuil                                                                    | France                               |
| 1998  | Prix                                         | Non Fiction Infants                                                          | Janet Borg, Pascale Estellon, Anne Weiss | Collection Nature | /                                                                                             | Mila Éditions                                                            | France                               |
| 1998  | Prix                                         | Non Fiction Children                                                         | Kjell Keller (texte), Oskar Weiss (ill.) | Concerto Classico: eine kleine bildmusik                                                                                             |                                                                                               | Zytglogge                                                                | Suisse                               |
| 1998  | Prix                                         | Non Fiction Young Adults                                                     | François Place (texte et ill.) | Du pays des amazones aux Îles Indigo: Atlas des géographes d'Orbæ                                                                    | /                                                                                             | Casterman - Gallimard                                                    | Belgique - France                    |
| 1998  | Prix                                         | Special award                                                                | Květa Pacovská (texte et ill.) | Alphabet | Alphabet, Seuil jeunesse                                                                      | Ravensburger                                                             | Allemagne                            |
| 1999  | Prix                                         | Fiction Infants                                                              | Pascale Estellon | Les comptines de Grigrigrocha | /                                                                                             | Mila Éditions                                                            | France                               |
| 1999  | Mention                                      | Fiction Infants                                                              | Anne Herbauts | Que fait la lune, la nuit ? | /                                                                                             | Casterman                                                                | France                               |
| 1999  | Prix                                         | Fiction Children                                                             | Olivier Douzou (texte) et Frédérique Bertrand (ill.) | On ne copie pas | /                                                                                             | Éditions du Rouergue                                                     | France                               |
| 1999  | Mention                                      | Fiction Children                                                             | Mariko Kikuta | Itsudemo aeru | Tu seras toujours avec moi, A. Michel, 2003                                                   | Gakken                                                                   | Japon                                |
| 1999  | Mention                                      | Fiction Children                                                             | John Patrick Lewis (texte), Gary Kelley (ill.) | Bosh, blob, ber, bosh : runcilbe poems for Edward Lear                                                                               |                                                                                               | Creative Editions - Harcourt Brace & Company                             | Royaume-Uni - États-Unis - Australie |
| 1999  | Mention                                      | Fiction Children                                                             | Ishizu Chihiro, Arai Ryoji | Nazo nazo no tabi |                                                                                               | Froebel-Kan                                                              | Japon                                |
| 1999  | Mention                                      | Fiction Children                                                             | Jaak Dreesen (texte), Goele Dewanckel (ill.) | Zeg me dat het niet zal sneeuwen! |                                                                                               | Averbode                                                                 | Belgique                             |
| 1999  | Prix                                         | Fiction Young Adults                                                         | Paul Cox | Histoire de l'art | /                                                                                             | Le Seuil                                                                 | France                               |
| 1999  | Prix                                         | Non Fiction Infants                                                          | Hervé Tullet | Faut pas confondre | /                                                                                             | Le Seuil                                                                 | France                               |
| 1999  | Prix                                         | Special Award                                                                | Johann Goethe (texte) et Wolf Erlbruch (ill.) | Das Hexen Einmal-Eins | Cuisine de sorcière                                                                           | Carl Hanser Verlag                                                       | Allemagne - Autriche                 |
| 2000  | Prix                                         | Fiction Infants                                                              | Libby Gleeson (texte), Armin Greder (ill.) | The great bear |                                                                                               | Scholastic Press                                                         | Australie                            |
| 2000  | Mention                                      | Fiction Infants                                                              | Elisha Cooper | Building | On construit une maison, Éditions Circonflexe, 2000                                           | HarperCollins Children’s Books                                           | États-Unis                           |
| 2000  | Mention                                      | Fiction Infants                                                              | Chiara Carrer | Il grande ploff : da una leggenda dell'Himalaya                                                                                      |                                                                                               | Fabbri                                                                   | Italie                               |
| 2000  | Prix                                         | Fiction Children                                                             | Saiji Kanamori | Kuroi manto no ojisan | Un homme avec un manteau noir                                                                 | Fukuinkan Shoten Publishers Inc.                                         | Japon                                |
| 2000  | Mention                                      | Fiction Children                                                             | Lewis Carroll (texte), Lisbeth Zwerger (ill.) | Alice im Wunderland | Alice au pays des merveilles, Ed. Nord-Sud, 1999                                              | Neugebauer Press                                                         | Allemagne - Autriche                 |
| 2000  | Prix                                         | Fiction Young Adults                                                         | Fabio Viscogliosi (texte), Blutch (ill.) | Le pacha | /                                                                                             | Le Seuil                                                                 | France                               |
| 2000  | Mention                                      | Fiction Young Adults                                                         | Anne Brouillard | Le grand murmure | /                                                                                             | Éditions Milan                                                           | France                               |
| 2000  | Mention                                      | Fiction Young Adults                                                         | Robert Louis Stevenson, Claire Ubac (texte) et François Roca (ill.) | L'Île au trésor | /                                                                                             | Nathan                                                                   | France                               |
| 2000  | Mention                                      | Fiction Young Adults                                                         | Toon Tellegen (texte), Mance Post (ill.) | Misschien wisten zij alles | Lettres de l'écureuil à la fourmi, Albin Michel Jeunesse, 2000                                | Em. Querido’s Uitgeverij                                                 | Pays-Bas                             |
| 2000  | Prix                                         | Non Fiction Infants                                                          | | Collection “Asobi no ousama book” |                                                                                               | Gakken Co. Ltd.                                                          | Japon                                |
| 2000  | Prix                                         | Non Fiction Children                                                         | Pascale Estellon, Anne Weiss | Collection “Les grandes aventures”                                                                                                   | /                                                                                             | Mila Éditions                                                            | France                               |
| 2000  | Mention                                      | Non Fiction Children                                                         | Robert Crowther | Deep Down Underground |                                                                                               | Walker Books Ltd.                                                        | Royaume-Uni                          |
| 2000  | Mention                                      | Non Fiction Children                                                         | Aliki Brandenberg | William Shakespeare & the Globe |                                                                                               | Harper Collins                                                           | États-Unis                           |
| 2000  | Prix                                         | Non Fiction Young Adults                                                     | Priscilla Galloway | Too young to fight: memories from our youth during World War II                                                                      |                                                                                               | Stoddard                                                                 | Canada                               |
| 2000  | Mention                                      | Non Fiction Young Adults                                                     | Manfred Mai (texte), Julian Jusim (ill.) | Deutsche geschichte |                                                                                               | Beltz & Gelberg                                                          | Allemagne - Suisse                   |
| 2000  | Prix                                         | New Horizons                                                                 | Abdel Tawab Yousef, Salah El Din Besar | Hayat Muhammad fi 'ashrin qissah | La vie de Mahommet en vingt histoires                                                         | Dar El Shorouk Publishing House                                          | Égypte                               |
| 2000  | Mention                                      | New Horizons                                                                 | Juan José Arreola, Jill Hartley | El guardagujas |                                                                                               | Petra Ediciones                                                          | Espagne                              |
| 2000  | Prix                                         | Introducing Art to Children                                                  | Steven Guarnaccia | Boucle d'or et les trois ours | /                                                                                             | Seuil Jeunesse                                                           | France                               |
| 2000  | Mention                                      | Introducing Art to Children                                                  | Yann Walcker | L'alphabet des grands musiciens | /                                                                                             | Gallimard Jeunesse                                                       | France                               |
| 2000  | Mention                                      | Introducing Art to Children                                                  | Yann Walcker | L'alphabet des grands peintres | /                                                                                             | Gallimard Jeunesse                                                       | France                               |
| 2000  | Mention                                      | Introducing Art to Children                                                  | Agnès Rosenstiehl | Collection “Collection de Peinture”                                                                                                  | /                                                                                             | Éditions Autrement                                                       | France                               |
| 2000  | Mention                                      | Introducing Art to Children                                                  | Quentin Blake, John Cassidy | Drawing for the Artistically Undiscovered                                                                                            | Dessiner : une méthode pas comme les autres !, Nathan, 2002                                   | Klutz                                                                    | États-Unis                           |
| 2000  | Mention                                      | Introducing Art to Children                                                  | Héliane Bernard, Christian-Alexandre Faure | Magazine “DADA” | /                                                                                             | Mango Press                                                              | France                               |
| 2000  | Mention                                      | Introducing Art to Children                                                  | Katsumi Komagata | Collection “Mini book” Series |                                                                                               | One Stroke Co.                                                           | Japon                                |
| 2001  | Prix                                         | Fiction Infants                                                              | Charles Simic (texte) et Wiebke Oeser (ill.) | Wo steckt Pepé ? |                                                                                               | Carl Hanser Verlag                                                       | Allemagne - Autriche                 |
| 2001  | Prix                                         | Fiction Children                                                             | Jan Van Coillie, Klaas Verplancke (texte) et Annemie Van Riel (ill.) | Ozewiezewoze : het ABC van de kinderliedjes                                                                                          |                                                                                               | Uitgeverij De Eenhoorm                                                   | Belgique                             |
| 2001  | Prix                                         | Fiction Young Adults                                                         | Hans-Joachim Gelberg | Großer Ozean |                                                                                               | Belz & Gelberg                                                           | Allemagne & Suisse                   |
| 2001  | Prix                                         | Non fiction Infants                                                          | Pascale Estellon, Marianne Maury et Anne Weiss (ill.) | Les petits bonheurs du pré | /                                                                                             | Mila Éditions                                                            | France                               |
| 2001  | Prix                                         | Non fiction Children                                                         | Carmen Agra Deedy (texte) et Henri Sørensen (ill.) | The yellow star : the legend of King Christian of Denmark                                                                            |                                                                                               | Peachtree                                                                | États-Unis                           |
| 2001  | Prix                                         | Non fiction Young Adults                                                     | Rainer Baginski | Wir trinken so viel wir können, den Rest verkaufen wir: Über Werber und Werbung                                                      |                                                                                               | Carl Hanser Verlag                                                       | Allemagne                            |
| 2001  | Prix                                         | New Horizons                                                                 | Drauzio Varella (text), Maria Eugênia (ill.) | Nas ruas do Brás São Paulo |                                                                                               | Companhia das Letrinhas                                                  | Brésil                               |
| 2001  | Prix                                         | Introducing Art to Children Special Award                                    | Marjatta Levanto (texte), Julia Vuori (ill.) | Unennäkijä tulee: Hugo Simbergin kuvia                                                                                               |                                                                                               | Otava                                                                    | Finlande                             |
| 2001  | Mention                                      | Fiction Infants                                                              | Ralph Steadman | Little.com | Petit.com, Seuil Jeunesse, 2002                                                               | Andersen Press                                                           | Royaume-Uni                          |
| 2001  | Mention                                      | Fiction Children                                                             | Karl Philipp Moritz (texte) et Wolf Erlbruch (ill.) | Neues ABC-Buch | Le nouvel abécédaire                                                                          | Kunstmann                                                                | Allemagne                            |
| 2001  | Mention                                      | Fiction Children                                                             | Shaun Tan | The Lost Thing | La Chose perdue, Gallimard Jeunesse, 2012                                                     | Lothian                                                                  | Australie                            |
| 2001  | Mention                                      | Fiction Children                                                             | Sara Fanelli | Dear Diary |                                                                                               | Walker Books                                                             | Royaume-Uni                          |
| 2001  | Mention                                      | Fiction Children                                                             | Klaas Verplancke | Jot |                                                                                               | Davidsfonds Uitgeverij NV                                                | Belgique                             |
| 2001  | Mention                                      | Fiction Children                                                             | Geert De Kockere (texte) et Carll Cneut (ill.) | Woeste Mie | Sacrée Zoé !, Éditions Circonflexe, 2002                                                      | Uitgeverij De Eenhoorn                                                   | Belgique                             |
| 2001  | Mention                                      | Fiction Young Adults                                                         | Gabrielle Vincent | Nabil | /                                                                                             | BL Publishing Co. Ltd.                                                   | Royaume-Uni                          |
| 2001  | Mention                                      | Fiction Young Adults                                                         | Michiaki Mochizuki | A stroll in Flanders |                                                                                               | Kaisei-Sha Publishing Company                                            | Japon                                |
| 2001  | Mention                                      | Introducing Art to Children Special Award                                    | Paola Antonelli et Steven Guarnaccia | Achille Castiglioni |                                                                                               | Corraini                                                                 | Italie                               |
| 2001  | Mention                                      | Introducing Art to Children Special Award                                    | Art Spiegelman et Françoise Mouly | Little Lit: Folklore & fairy tale funnies                                                                                            |                                                                                               | Raw Junior                                                               | États-Unis                           |
| 2001  | Mention                                      | New Media Prize                                                              | - Anne Franck House, réalisé par Softmachine B.V. (Pays-Bas) - Mycropolis, réalisé par Lexis et Emme France - Lego Alpha Team, réalisé par Lego Media International (Royaume-Uni) - Mer et poissons, réalisé par Montparnasse Multimédia France - Math Arena, réalisé par Sunburst Technology États-Unis - Sheep, réalisé par Empire Interactive (Royaume-Uni) | |                                                                                               |                                                                          |                                      |
| 2002  | Prix (ex aequo)                              | Fiction                                                                      | Sandy Turner | Silent Night |                                                                                               | Simon and Schuster Children's Publishing Division                        | États-Unis                           |
| 2002  | Prix (ex aequo)                              | Fiction                                                                      | Frères Grimm (texte), Oliveiro Dumas (ill.) | El señor Korbes y otros cuentos de Grimm                                                                                             |                                                                                               | Media Vaca                                                               | Espagne                              |
| 2002  | Mention                                      | Fiction                                                                      | Claudine Desmarteau | Dictionnaire - Le petit rebelle | /                                                                                             | Seuil Jeunesse                                                           | France                               |
| 2002  | Mention                                      | Fiction                                                                      | Jules Renard et Yassen Grigorov | Histoires naturelles | /                                                                                             | La Joie de lire                                                          | Suisse                               |
| 2002  | Prix                                         | Non fiction                                                                  | Lluïsot | Una temporada en Calcutta : la mirada de un dibujante                                                                                |                                                                                               | Media Vaca                                                               | Espagne                              |
| 2002  | Prix                                         | New Horizons                                                                 | Yaacoob Al Sharouny (texte), Helmy El-Touni (ill.) | Ajmal al-hikayat al-sha’biyah | Les plus belles fables                                                                        | Dar El-Shorouk Publishing House                                          | Égypte                               |
| 2002  | Prix                                         | New Media Prize (décerné en collaboration avec la revue Children's Software) | - Bioscopia, publié par Heureka-Klett Allemagne - Findus bei den Mucklas, publié par Gammafon Multimedia Suède - Zoo Tycoon, publié par Microsoft | |                                                                                               |                                                                          |                                      |
| 2002  | Mention                                      | New Media Prize                                                              | Harry Potter and the Sorcerer's stone de Windows États-Unis ; Character Education True to your Core de Ripple Effects États-Unis ; littlefoxkids.com Corée du Sud | |                                                                                               |                                                                          |                                      |
| 2003  | Prix                                         | Fiction                                                                      | Raymond Queneau, illustré par 60 illustrateurs | Exercices de style | /                                                                                             | Gallimard jeunesse                                                       | France                               |
| 2003  | Prix                                         | Non-Fiction                                                                  | Dominique Gaussen (texte) et Alain Mounier (dir.) | Jean Moulin et ceux qui ont dit "non"                                                                                                | /                                                                                             | Mango jeunesse                                                           | France                               |
| 2003  | Prix                                         | New Horizons                                                                 | Hossein Moalem, Barham Kaef et Kourosh Parsanejad | Hekayatnameh | Anecdotes                                                                                     | Institute for the Intellectual Development of Children and Youngs Adults | Iran                                 |
| 2003  | Prix                                         | Award for excellence                                                         | Christelle Lenci | A strange place |                                                                                               | Tita's Editions                                                          |                                      |
| 2003  | Mention                                      | Fiction                                                                      | J. Patrick Lewis (texte) et Roberto Innocenti (ill.) | The Last Resort | L'auberge de nulle part, Gallimard, 2002                                                      | Creative Editions                                                        | États-Unis                           |
| 2003  | Mention                                      | Non fiction                                                                  | Sara Fanelli | Mythological Monsters of Ancient Greece                                                                                              |                                                                                               | Walker Books                                                             | Royaume-Uni - États-Unis - Australie |
| 2003  | Mention                                      | New Horizons                                                                 | Denys Johnson-Davies (texte) et Walid Taher (ill.) | Tales of thieves and robbers : stories from arabic literature                                                                        |                                                                                               | Dar El Shorouk                                                           | Égypte                               |
| 2004  | Prix                                         | Fiction                                                                      | Wolf Erlbruch | La grande question | /                                                                                             | Éditions Être                                                            | France                               |
| 2004  | Prix                                         | Non-Fiction                                                                  | Peter Sís | The tree of Life | L'arbre de la Vie : la vie de Charles Darwin, naturaliste, géologue et penseur, Grasset, 2004 | Farrar, Strauss & Giroux                                                 | États-Unis                           |
| 2004  | Mention                                      | Fiction                                                                      | Katy Couprie et Antonin Louchard | Au Jardin | /                                                                                             | Thierry Magnier                                                          | France                               |
| 2004  | Mention                                      | Fiction                                                                      | Minne et Natali Fortier | J'aime | /                                                                                             | Albin Michel Jeunesse                                                    | France                               |
| 2004  | Mention                                      | Fiction                                                                      | Cho Ho-Sang (texte) et Yoon Mi-Sook (ill.) | Red-Bean Porridge Granny and the Tiger                                                                                               |                                                                                               | Woongjin.com                                                             | Corée du Sud                         |
| 2004  | Mention                                      | Non-Fiction                                                                  | Yvan Pommaux | Avant la télé | /                                                                                             | L'École des loisirs                                                      | France                               |
| 2004  | Mention                                      | Non-Fiction                                                                  | Shin Dong-Jun | Subway Train is coming | Ticket ville, Mijade (Belgique), 2006                                                         | Chobang                                                                  | Corée du Sud                         |
| 2004  | Prix exceptionnellement décerné à un éditeur | New Horizons                                                                 | | |                                                                                               | Shabaviz Publishing Company                                              | Iran                                 |
| 2005  | Prix                                         | Fiction                                                                      | Emmanuelle Houdart | Monstres malades | /                                                                                             | Thierry Magnier                                                          | France                               |
| 2005  | Prix                                         | Non-Fiction                                                                  | Ange Zhang | Red land, yellow rive |                                                                                               | Groundwood Books                                                         | Canada                               |
| 2005  | Prix                                         | New Horizons                                                                 | John Kilaka | Ubucuti bw’imbeba n’inzovu | De bons amis, Éditions du Pépin, 2006                                                         | Éditions Bakame                                                          | Rwanda                               |
| 2005  | Mention                                      | Fiction                                                                      | Paul O. Zelinsky et Rita Golden Gelnian | Doodler Doodling |                                                                                               | Harper Collins Children’s Books                                          | États-Unis                           |
| 2005  | Mention                                      | Fiction                                                                      | Carlos Reviejo (texte) et Javier Zabala (ill.) | Don Quijote de la Mancha |                                                                                               | Grupo Editorial SM                                                       | Espagne                              |
| 2005  | Mention                                      | Non-Fiction                                                                  | Jennifer Fandel | The Light Bulb |                                                                                               | The Creative Company                                                     | États-Unis                           |
| 2006  | Prix                                         | Fiction                                                                      | Heinz Janisch (texte) et Aljoscha Blau (ill.) | Rote Wangen |                                                                                               | Aufbau-Verlag                                                            | Allemagne                            |
| 2006  | Prix                                         | Non-Fiction                                                                  | Henning Wiesner et Walli Müller | Müssen Tiere Zähne putzen ? |                                                                                               | Carl Hanser Verlag                                                       | Allemagne                            |
| 2006  | Prix                                         | New Horizons                                                                 | Elisabeth Foch (texte) et Ianna Andréadis (ill.) | Días tonaltin |                                                                                               | Petra Ediciones                                                          | Mexique                              |
| 2006  | Prix                                         | Special Award Words and Music                                                | Wynton Marsalis (texte) et Paul Rogers (ill.) | Jazz A•B•Z : an A to Z Collection of Jazz Portraits                                                                                  |                                                                                               | Candlewick Press                                                         | États-Unis                           |
| 2006  | Mention                                      | Non-Fiction                                                                  | Manuela Morgaine (texte) et Claire Dubois-montreynaud (ill.) | Encyclopédie des grands écrivains pour les petits lecteurs                                                                           | /                                                                                             | Le Baron perché                                                          | France                               |
| 2006  | Mention                                      | Non-Fiction                                                                  | J. Patrick Lewis (textes) et Mark Summers (ill.) | Vherses : a celebration of outstanding women                                                                                         |                                                                                               | The Creative Company                                                     | États-Unis                           |
| 2006  | Mention                                      | Fiction                                                                      | William Steig (texte et ill.) | When everybody wore a hat |                                                                                               | Harpercollins children's books                                           | États-Unis                           |
| 2006  | Mention                                      | Fiction                                                                      | Karen Hesse (texte) et Wendy Watson (ill.) | The cats in Krasinski square |                                                                                               | Scholastic Press                                                         | États-Unis                           |
| 2006  | Mention                                      | Fiction                                                                      | Ko Kyung Sook (texte et ill.) | Magic Bottles |                                                                                               | Jaimimage Publication Co.                                                | Corée du Sud                         |
| 2006  | Mention                                      | New Horizons                                                                 | Fatemeh Mashhadi Rostam (texte) et Afra Nobahar (ill.) | Tap, Tap, Tap |                                                                                               | Shabaviz Publishing Co.                                                  | Iran                                 |
| 2006  | Mention                                      | New Horizons                                                                 | Afaf Tobala (texte) et Adly Rizkallah (ill.) | The silver fish (Al samaka al fadiah)                                                                                                |                                                                                               | Nahdet Misr for Printing, Publishing & Distributing                      | Égypte                               |
| 2006  | Mention                                      | Special Award Words and Music                                                | Davide Cali (texte) et Éric Heliot (ill.) | Piano Piano | /                                                                                             | Éditions Sarbacane                                                       | France                               |
| 2007  | Prix                                         | Fiction                                                                      | Stian Hole (texte et ill.) | Garmanns sommer | L'été de Garmann, Albin Michel Jeunesse, 2008                                                 | Cappelen Forlag                                                          | Norvège                              |
| 2007  | Prix                                         | Non-Fiction                                                                  | Jean-Bernard Pouy (texte), Serge Bloch (ill.) | L’encyclopédie des cancres, des rebelles et autres génies                                                                            | /                                                                                             | Gallimard Jeunesse                                                       | France                               |
| 2007  | Prix                                         | New Horizons                                                                 | Menena Cottin (texte), Rosana Faría (ill.) | El libro negro de los colores | Le livre noir des couleurs, Rue du monde, 2007                                                | Ediciones Tecolote                                                       | Mexique                              |
| 2007  | Mention                                      | Fiction                                                                      | Shaun Tan (texte et ill.) | The Arrival | Là où vont nos pères, Dargaud, 2007                                                           | Hachette Livre Australia                                                 | Australie                            |
| 2007  | Mention                                      | Fiction                                                                      | Alessandro Manzoni et Federico Maggioni | I Promessi Sposi |                                                                                               | Edizioni Piemme spa                                                      | Italie                               |
| 2007  | Mention                                      | Fiction                                                                      | Beatrice Alemagna (texte et ill.) | Un lion à Paris | /                                                                                             | Autrement                                                                | France                               |
| 2007  | Mention                                      | Non-Fiction                                                                  | Alain Serres (texte) et Nathalie Novi (ill.) | Une cuisine tout en chocolat | /                                                                                             | Rue du monde                                                             | France                               |
| 2007  | Mention                                      | Non-Fiction                                                                  | Olivier Besson | Gravures de bêtes | /                                                                                             | Thierry Magnier                                                          | France                               |
| 2007  | Mention                                      | Non-Fiction                                                                  | Armin Abmeier (texte et direction des ill.) | Hör zu, es ist kein Tier so klein, das nicht von dir ein Bruder könnte sein : Gedichte und Bilder : illustriert von 62 Illustratoren |                                                                                               | Carlsen Verlag                                                           | Allemagne                            |
| 2007  | Mention                                      | New Horizons                                                                 | Fernando Vilela (texte et ill.) | Lampião & Lancelote |                                                                                               | Cosac & Naify Edições                                                    | Brésil                               |
| 2007  | Mention                                      | New Horizons                                                                 | Nadine Touma (texte) et Rena Karanouh (ill.) | Doodles |                                                                                               | Dar Onboz                                                                | Liban                                |
| 2008  | Prix                                         | Fiction                                                                      | Øyvind Torseter (texte et ill.) | Avstikkere | Détours, La joie de lire (Genève), 2009                                                       | Cappelen Damm as                                                         | Norvège                              |
| 2008  | Prix                                         | Non-Fiction                                                                  | Peter Sís (texte et ill.) | The Wall | Le mur : mon enfance derrière le rideau de fer, Grasset, 2007                                 | Farrar, Straus & Giroux                                                  | États-Unis                           |
| 2008  | Prix                                         | New Horizons                                                                 | Gita Wolf et Sirish Rao (texte) et Bhajju Shyam (ill.) | The Night Life of Trees |                                                                                               | Tara Publishing                                                          | Inde                                 |
| 2008  | Prix                                         | Children Poetry                                                              | Julian Tuwim (texte) et Gosia Urbańska, Monika Hanulak, Gosia Gurowska, Marta Ignerska, Ania Niemierko, Agnieszka Kucharska-Zajkowska (ill.) | Wiersze dla dzieci |                                                                                               | Wytwórnia                                                                | Pologne                              |
| 2008  | Mention                                      | Fiction                                                                      | Peter Newell (texte et ill.) | Il libro sbilenco | trad. de The slant book 1910 ; trad. française : Le livre en pente, Albin Michel, 2007        | Orecchio Acerbo                                                          | Italie                               |
| 2008  | Mention                                      | Fiction                                                                      | Svjetlan Junakovic (texte et ill.) | Gran libro del los retratos de animales                                                                                              | Le grand livre des portraits d'animaux, Oqo, 2007                                             | Oqo Editora                                                              | Espagne                              |
| 2008  | Mention                                      | Fiction                                                                      | Karim Ressouni-Demigneux (texte) et Thierry Dedieu (ill.) | L'ogre | /                                                                                             | Rue du monde                                                             | France                               |
| 2008  | Mention                                      | Non-Fiction                                                                  | Orith Kolodny (texte) et Francesca Bazzurro (ill.) | Tel Aviv et Berlin | /                                                                                             | La Joie de lire                                                          | Suisse                               |
| 2008  | Mention                                      | New Horizons                                                                 | Alejandro Magallanes (texte et ill.) | ¡Ven, hada! |                                                                                               | SM de Ediciones                                                          | Mexique                              |
| 2008  | Mention                                      | Children Poetry                                                              | Elio Pecora (texte) et Luci Gutiérrez (ill.) | L'albergo delle fiabe : e altri versi                                                                                                |                                                                                               | Orecchio Acerbo                                                          | Italie                               |
| 2008  | Mention                                      | Children Poetry                                                              | Federico García Lorca (texte) et Javier Zabala (ill.) | Santiago |                                                                                               | Libros del zorro rojo                                                    | Espagne                              |
| 2008  | Mention                                      | Children Poetry                                                              | J. Patrick Lewis (texte) et Gary Kelle (ill.) | Black cat bone |                                                                                               | The Creative Company                                                     | États-Unis                           |
| 2009  | Prix                                         | Fiction                                                                      | Alberto Morales Ajubel (texte et ill.) | Robinson Crusoe | Robinson Crusoé, Plume de Carotte, 2008                                                       | Media Vaca                                                               | Espagne                              |
| 2009  | Prix                                         | Non-Fiction                                                                  | Guillaume Duprat (texte et ill.) | Le livre des terres imaginées | /                                                                                             | Seuil jeunesse                                                           | France                               |
| 2009  | Prix                                         | New Horizons                                                                 | Saki (texte) et Alba Marina Rivera (ill.) | El contador de Cuentos |                                                                                               | Ekaré                                                                    | Venezuela                            |
| 2009  | Prix                                         | Opera prima                                                                  | Kevin Waldron (texte et ill.) | Mr Peek and the misunderstanding at the zoo                                                                                          |                                                                                               | The templar publishing                                                   | Royaume-Uni                          |
| 2009  | Mention                                      | Fiction                                                                      | Hyewon Yum (texte et ill.) | Last night |                                                                                               | Farrar, Straus & Giroux                                                  | États-Unis                           |
| 2009  | Mention                                      | Fiction                                                                      | Rui Kodemari (texte) et Yoko Kitami (ill.) | Rue and Linden : a journey and staying home                                                                                          |                                                                                               | Kōdansha                                                                 | Japon                                |
| 2009  | Mention                                      | Fiction                                                                      | Dan Yaccarino (texte et ill.) | Every friday |                                                                                               | Henry Holt and Cie                                                       | États-Unis                           |
| 2009  | Mention                                      | Non-Fiction                                                                  | Sylvie Baussier (texte) et Ilya Green (ill.) | Les rêves racontés aux petits curieux                                                                                                | /                                                                                             | Syros                                                                    | France                               |
| 2009  | Mention                                      | Non-Fiction                                                                  | Florence Noiville (texte) et Christelle Enault (ill.) | Et toi, ta grand-mère | /                                                                                             | Actes Sud Junior                                                         | France                               |
| 2009  | Mention                                      | Non-Fiction                                                                  | Majoongmul (texte) et Yoon Ju Kim (ill.) | Math in an art museum |                                                                                               | Yeowon media                                                             | Corée du Sud                         |
| 2009  | Mention                                      | New Horizons                                                                 | María Baranda (texte) et Gabriel Pacheco (ill.) | Hago de voz un cuerpo |                                                                                               | Fondo de cultura económica                                               | Mexique                              |
| 2010  | Prix                                         | Fiction                                                                      | Ronald Tolman (texte) et Marije Tolman (ill.) | De Boomhut |                                                                                               | Lemniscaat                                                               | Pays-Bas                             |
| 2010  | Prix                                         | Non-fiction                                                                  | Charles Darwin (texte) et Fabian Negrin (ill.) | The riverbank |                                                                                               | The Creative Company                                                     | États-Unis                           |
| 2010  | Prix                                         | New Horizons                                                                 | Gita Wolf (texte), Ramesh Hengadi et Shantaram Dhadpe (ill.) | Do! |                                                                                               | Tara Books                                                               | Inde                                 |
| 2010  | Prix                                         | Opera prima                                                                  | Jeremy Holmes | There was an old lady who swallowed a fly                                                                                            |                                                                                               | Chronicle Books                                                          | États-Unis                           |
| 2010  | Mention                                      | Fiction                                                                      | Nadia Budde (texte et ill.) | Such dir was aus, Aber beeil dich!                                                                                                   | Choisis quelque chose, mais dépêche-toi !, l'Agrume, 2012                                     | Fischer Schatzinsel im S. Fischer Verlag                                 | Allemagne                            |
| 2010  | Mention                                      | Fiction                                                                      | Katsumi Komagata (texte et ill.) | Little tree (version anglaise) | Petit arbre (version française)                                                               | One Stroke - Les Trois Ourses                                            | Japon - France                       |
| 2010  | Mention                                      | Fiction                                                                      | Vincent Cuvellier (texte), Anne Herbauts (ill.), Aurélie Luneau (recherches historiques), Olivier Mellano (musique) | Ici Londres! | /                                                                                             | Éditions du Rouergue                                                     | France                               |
| 2010  | Mention                                      | Fiction                                                                      | Kim-Mi hye (texte) et Choe-Mi ran (ill.) | Temple built of stone, Seokguram |                                                                                               | Woongjin ThinkBig                                                        | Corée du Sud                         |
| 2010  | Mention                                      | Non-Fiction                                                                  | David Bouchard et Shelley Willier (texte), Jim Poitras (ill.), Northern Cree (musique) | The drum calls softly |                                                                                               | Red Deer Press                                                           | Canada                               |
| 2010  | Mention                                      | Non-Fiction                                                                  | Émilie Vast (texte et ill.) | L’herbier | /                                                                                             | Éditions MeMo                                                            | France                               |
| 2010  | Mention                                      | New Horizons                                                                 | Hoda Haddadi (texte et ill.) | Two friends |                                                                                               | Shabaviz Publishing                                                      | Iran                                 |
| 2010  | Mention                                      | New Horizons                                                                 | Alejandro Magallanes (texte et ill.) | Armo con letras las palabras |                                                                                               | Cidcli                                                                   | Mexique                              |
| 2010  | Mention                                      | New Horizons                                                                 | Gustavo Borges (texte), Daniel Kondo (ill.) | Tchibum! |                                                                                               | Cosac Naify                                                              | Brésil                               |
| 2010  | Mention                                      | Opera prima                                                                  | Cécile Boyer | Ouaf miaou cui-cui | /                                                                                             | Albin Michel Jeunesse                                                    | France                               |
| 2010  | Mention                                      | Opera prima                                                                  | Susa Reisman | Time flies |                                                                                               | Dar Onboz                                                                | Liban                                |
| 2011  | Prix                                         | Fiction                                                                      | Esope (texte), Jean-Philippe Mogenet (adapt.) et Jean-François Martin (ill.) | Fables | /                                                                                             | Éditions Milan                                                           | France                               |
| 2011  | Prix                                         | Non-Fiction                                                                  | Kim Hee-Kyung (texte) et Iwona Chmielewska (ill.) | A House of the mind: Maum |                                                                                               | Changbi Publishers                                                       | Corée du Sud                         |
| 2011  | Prix                                         | New Horizons                                                                 | Lucrecia Zappi (texte) et Maria Carolina Sampaio (ill.) | Mil-folhas - história ilustrada do doce                                                                                              |                                                                                               | Cosac Naify                                                              | Brésil                               |
| 2011  | Prix                                         | Opera prima                                                                  | Ghislaine Herbéra (texte et ill.) | Monsieur cent-têtes | /                                                                                             | Éditions MeMo                                                            | France                               |
| 2011  | Mention                                      | Fiction                                                                      | François Morel (texte), Martin Jarrie (ill.) | Hyacinthe et Rose | /                                                                                             | Thierry Magnier                                                          | France                               |
| 2011  | Mention                                      | Fiction                                                                      | Ted Hughes (texte), Laura Carlin (ill.) | The iron man |                                                                                               | Walker Books                                                             | Royaume-Uni                          |
| 2011  | Mention                                      | Non-Fiction                                                                  | Aleksandra Mizielinska et Daniel Mizielinski (texte et ill.) | Co z ciebie wyrośnie ? |                                                                                               | Dwie Siostry                                                             | Pologne                              |
| 2011  | Mention                                      | Non-Fiction                                                                  | Gang GyeongSu | The stories shouldn't be true |                                                                                               | Sigongjunior                                                             | Corée du Sud                         |
| 2011  | Mention                                      | New Horizons                                                                 | E.T.A. Hoffmann (texte) et Daniel Bueno (ill.) | A janela de esquina do meu primo |                                                                                               | Cosac Naify                                                              | Brésil                               |
| 2011  | Mention                                      | New Horizons                                                                 | Chiara Carrer (texte et ill.) | Un día | Un jour, un ami, La joie de lire, 2012                                                        | Petra Ediciones                                                          | Mexique                              |
| 2011  | Mention                                      | Opera prima                                                                  | Laëtitia Devernay (ill.) | Diapason | /                                                                                             | La Joie de lire                                                          | Suisse                               |
| 2011  | Mention                                      | Opera prima                                                                  | Adam Jaromir (texte) et Gabriela Cichowska (ill.) | Słoniątko (version polonaise) - Fantje (version allemande)                                                                           |                                                                                               | Muchomor - Gimpel Verlag                                                 | Pologne - Allemagne                  |
| 2012  | Prix                                         | Fiction                                                                      | François Place (texte et ill.) | Le Secret d'Orbæ | /                                                                                             | Casterman                                                                | Belgique                             |
| 2012  | Prix                                         | Non Fiction                                                                  | Anna Czerwińska–Rydel (texte), Marta Ignerska (ill.) | Wszystko gra |                                                                                               | Wytwórnia                                                                | Pologne                              |
| 2012  | Prix                                         | New Horizons                                                                 | José Manuel Mateo (texte), Javier Martínez Pedro (ill.) | Migrar |                                                                                               | Ediciónes Tecolote                                                       | Mexique                              |
| 2012  | Prix                                         | Opera prima                                                                  | Nadine R. L. Touma (texte), Lara Assouad Khoury (ill.) | Tabati |                                                                                               | Dar Onboz                                                                | Liban                                |
| 2012  | Mention                                      | Fiction                                                                      | Marie Desplechin (texte), Emmanuelle Houdart (ill.) | Saltimbanques | /                                                                                             | Thierry Magnier                                                          | France                               |
| 2012  | Mention                                      | Fiction                                                                      | Marjorie Kinnan Rawlings (texte), Leo & Diane Dillon (ill.) | The secret river |                                                                                               | Atheneum Books for Young Readers                                         |                                      |
| 2012  | Mention                                      | Non Fiction                                                                  | Danielle Védrinelle (texte), Paul Rouillac (ill.) | Masques | /                                                                                             | Mango                                                                    | France                               |
| 2012  | Mention                                      | Non Fiction                                                                  | Claire A. Nivola (texte et ill.) | Orant: my father's village |                                                                                               | Farrar, Strauss & Giroux                                                 | États-Unis                           |
| 2012  | Mention                                      | Non Fiction                                                                  | Ogden Nash (texte), C.F. Payne (ill.) | Lineup for yesterday |                                                                                               | The Creative Company                                                     | États-Unis                           |
| 2012  | Mention                                      | New Horizons                                                                 | Farideh Khalatbaree (texte), Ali Boozari (ill.) | Misunderstanding |                                                                                               | Shabaviz publishing company                                              | Iran                                 |
| 2012  | Mention                                      | New Horizons                                                                 | Rambharos Jha (texte et ill.) | Waterlife |                                                                                               | Tara books                                                               | Inde                                 |
| 2012  | Mention                                      | Opera prima                                                                  | Nadine R. L. Touma (texte), Lara Assouad Khoury (ill.) | Tabati |                                                                                               | Dar Onboz                                                                | Liban                                |
| 2012  | Mention                                      | Opera prima                                                                  | Jennifer Yerkes (texte et ill.) | Drôle d'oiseau | /                                                                                             | Éditions MeMo                                                            | France                               |
| 2012  | Mention                                      | Opera prima                                                                  | Nadia Shireen (texte et ill.) | Good little wolf |                                                                                               | Jonathan Cape                                                            | Royaume-Uni                          |
| 2012  | Mention                                      | Opera prima                                                                  | Lee, Hyeon-ju (texte et ill.) | Grimmie's white canavas |                                                                                               | Sang Publishing                                                          | Corée du Sud                         |
| 2013  | Prix                                         | Fiction                                                                      | Iwona Chmielewska (texte et ill.) | Eyes |                                                                                               | Changbi Publishers                                                       | Corée du Sud                         |
| 2013  | Prix                                         | Non Fiction                                                                  | Katy Couprie (texte et ill.) | Dictionnaire fou du corps | /                                                                                             | Thierry Magnier                                                          | France                               |
| 2013  | Prix                                         | New Horizons                                                                 | Carmen Leñero, Francisco Hinojosa, Francisco Segovia, Ignacio Padilla, Joaquín Díez-Canedo F., Luigi Amara, María Baranda, María García Esperón, Mónica Brozon, Richardo Chávez Castañeda, Ricardo Yáñez, Vivian Mansour (texte) et Alejandro Magallanes, Diego Bianki, Fabricio Vanden Broeck, Isol, Israel Barrón, Ixchel Estrada, Joel Rendón, Magú, Manuel Monroy, Mariana Chiesa, Paloma Valdivia, Quetzal León, Trino Coordinators: Miriam Martínez Garza, Luis Fernando Lara (ill.) | Diccionario para armar |                                                                                               | El Colegio de México                                                     | Mexique                              |
| 2013  | Prix                                         | Opera prima                                                                  | Paul Thurlby (texte et ill.) | Paul Thurlby's Alphabet |                                                                                               | Templar Publishing                                                       | Royaume-Uni                          |
| 2013  | Mention                                      | Fiction                                                                      | Renate Raecke (texte) et Stefanie HarjesIwona Chmielewska (ill.) | Von Meerjungfrauen, Kapitänen & fliegenden Fischen                                                                                   |                                                                                               | Boje Verlag                                                              | Allemagne                            |
| 2013  | Mention                                      | Fiction                                                                      | Mark Twain (texte) et ATAK (ill.) | L'étranger mystérieux | /                                                                                             | Albin Michel Jeunesse                                                    | France                               |
| 2013  | Mention                                      | Fiction                                                                      | Martin Jarrie (texte et ill.) | Rêveur de cartes | /                                                                                             | Gallimard Jeunesse                                                       | France                               |
| 2013  | Mention                                      | Non Fiction                                                                  | | Collection Piccola Pinacoteca Portatile                                                                                              |                                                                                               | Topipittori                                                              | Italie                               |
| 2013  | Mention                                      | Non Fiction                                                                  | Dider Cornille (texte et ill.) | Toutes les maisons sont dans la nature                                                                                               | /                                                                                             | Hélium                                                                   | France                               |
| 2013  | Mention                                      | Non Fiction                                                                  | Judith Nouvion (texte) et Florence Guiraud (ill.) | Dans mon panier | /                                                                                             | La Martinière jeunesse                                                   | France                               |
| 2013  | Mention                                      | New Horizons                                                                 | Caterina Camastra et Héctor Vega (texte), Julio Torres Lara (ill.) | Fiestas del agua. Sones y leyéndas de Tixtla                                                                                         |                                                                                               | El Naranjo                                                               | Mexique                              |
| 2013  | Mention                                      | New Horizons                                                                 | Carlos Tejada et Miriam Martínez Garza (sélection des textes), Manuel Monroy (ill.) | Impresiones en negro |                                                                                               | Conaculta - Alas y Raíces                                                | Mexique                              |
| 2013  | Mention                                      | Opera prima                                                                  | Park Sunmi (texte et ill.) | The Thorn Mountain |                                                                                               | Somebook                                                                 | Corée du Sud                         |
| 2013  | Mention                                      | Opera prima                                                                  | João Gomes de Abreu (texte), Yara Kono (ill.) | A Ilha |                                                                                               | Planeta Tangerina                                                        | Portugal                             |

### 2014 - 2019
2014
- Fiction Award : Le Noël de Marguerite, de India Desjardins, ill. de Pascal Blanchet, éd. La Pastèque (Canada)
  - Mentions :
    - The Promise, de Nicola Davies, ill. de Laura Carlin, éd. Walker Books Ltd (Royaume-Uni) ( Royaume-Uni)
    - Die Katzen von Kopenhagen, de James Joyce, ill. de Wolf Erlbruch, éd. Carl Hanser Verlag GmbH & Co (Allemagne) ( Allemagne)
    - L'Ombre de chacun, de Mélanie Rutten, éditions MeMo ( France)
    - Issun Bôshi, de Icinori, éd. Actes Sud Junior ( France).
- Non Fiction Award : Majn Alef Bejs, de Jehoszue Kamiński, ill. de Urszula Palusińska, éd. Zydowskie Stowarzyszenie Czulent (Pologne).
  - Mentions :
    - Josephine, de Patricia Hruby Powell, ill. de Christian Robinson, éd. Chronicle Books (États-Unis) Traduit en français sous le titre Joséphine : Joséphine Baker, la danse, la Résistance et les enfants, Rue du monde, 2015.
    - Dottoko Zoo, de Norio Nakamura, éd. Fukuinkan Shoten Publishers, Inc. (Japon)
    - Mar, de Ricardo Henriques, ill. de André Letria, Pato Lógico Edicões (Portugal)  ( Portugal)
- New Horizons Award : La Chica de polvo, de Jung Yumi, éd. Rey Naranjo Editores (Colombie), produit par Culture Platform (Corée du sud).
  - Mentions :
    - Do not open this book!, de Fatima Sharafeddine, ill. de Fereshteh Najafi, éd. Kalimat, Sharja (Émirats arabes unis)
    - La collection « Poesía Illustrada », Editorial Amanuta (Chili).
- "Opera prima" (Première œuvre) : Halens Historie, de Yulia Horst, ill. de Daria Rychkova, éd. Cappelen Damm (Norvège).
  - Mentions :
    - Voir le jour, de Emma Guiliani, éd. Les Grandes personnes ( France)
    - The Hair, de Sooyoung Kim, éd. Somebooks (Corée du sud)
    - Зірки і макові зернята (Stars and Poppy Seeds), de Romana Romanyshyn et Andriy Lesiv, éd. Vydavnytstvo Starogo Leva (The Old Lion Publishing House) (Ukraine).
- "BolognaRagazzi Digital Award" (application numérique)
  - Fiction : Love, sur un texte de Lowell A. Siff, ill. et design de Gian Berto Vanni, The App Niño Studio (Argentine)
    - Mentions :
      - Midnight Feast, de Slap Happy Larry (Australia)
      - Jack and the Beanstalk, de Nosy Crow (Royaume-Uni) ( Royaume-Uni)

  - Non fiction : Pierre et le loup, dirigé par Gordon et Pierre-Emmanuel Lyet, ill. de Pierre-Emmanuel Lyet, dévelop. Camera lucida ( France).
    - Mentions :
      - ABC Actions, de Peapod Labs LLC (États-Unis)
      - Double double, de And Then Story Designers / Coral Gables (États-Unis / Venezuela).

2015
- Fiction Award : Flashlight, de Lizi Boyd, éd. Chronicle Books (États-Unis), publié en France chez Albin Michel-Jeunesse sous le titre Promenade de nuit.
  - Mentions :
    - La Chambre du lion, de Adrien Parlange, éd. Albin Michel-Jeunesse ( France)
    - Gordon und Tapir, de Sébastien Meschenmoser, éd. Thienemann-Esslinger Verlag (Allemagne)  ( Allemagne)
    - Hvorfor er Jeg her? (Why am I here), de Costance Ørbeck-Nilssen, ill.Akin Duzakin, éd. Magikon (Norvège)
    - My Little Doll’s House, de Joung Yumi, éd. Culture Platform Inc. (Corée du Sud).
    - The Little Wall, de Jee Kyung-ae, éd. Bandal (Corée du Sud).
- Non Fiction Award : Avant Après, de Anne-Margot Ramstein et Matthias Aregui, éd. Albin Michel-Jeunesse ( France)
  - Mentions :
    - A Dandelion is a Dandelion, de Jangsun Kim et Hyun-gyung Oh, éd. Iyagikot Publishing (Corée du Sud)
    - One Day in Beijing, ill. de Hsin-Yu Sun, éd. Hsiao Lu Publishing Co. Ltd. (Taiwan)
    - Typogryzmol, de Jan Bajtlik, éd. Dwie Siostry Wydawnictwo (Pologne)
    - Cabinet de curiosités, de Camille Gautier, ill. Jeanne Detallante, éd. Actes Sud Junior ( France)
- New Horizons Award :Abecedario, de Ruth Kaufman et Raquel Franco, ill. Diago Bianci, éd. Pequeño editor (Argentine).
  - Mentions :
    - Mils Orejas, de Pilar Gutierrez Llano et Samuel Castaño Mesa, Tragaluz Editores S.A.S (Colombie)
    - Mondo Babosa, de Mariano Díaz Prieto, Adriana Hidalgo Editora (Argentine)
    - Teru Teru, de Park Yeoncheol, éd. SigongJunior (Corée du Sud)
    - Sama, de Nadine Touma, ill. Hassan Zahreddine, éd. Dar Onboz (Liban)
    - The War that Changed Rondo, de Romana Romanyshyn et Andriy Lesiv, éd. Vydavnytstvo Starogo Leva / The Old Lion Publishing House (Ukraine).
- "Opera prima" (Première œuvre) : Là Fora-Guia para Descobrir a Natureza, de Maria Ana Peixe Dias et Inês Teixeira do Rosário, ill. Bernardo P. Carvalho, éd. Planeta Tangerina (Portugal). ( Portugal)
  - Mentions :
    - Mon petit frère invisible, de Ana Pez, éd. L'Agrume ( France)
    - Hoje Sintoment, de Madalena Moniz, éd. Orfeu Negro (Portugal) ( Portugal)
    - Look up!, de Jung Jinho, éd. Hyeonamsa Publishing Co., Ltd. (Corée du Sud).
- "BolognaRagazzi Digital Award" (application numérique) : My Very Hungry Caterpillar, de Eric Carle, StoryToys, Dublin (Irlande)
  - Mentions Fiction :
    - Buona Notte Dadà, texte de Elastico, illustrations de Valeria Petrone, Elastico srl, Milan (Italie) ( Italie)
    - David Wiesner's spot, David Wiesner, Houghton Mifflin Harcourt, Boston (USA)

  - Mentions Non Fiction :
    - Forme in gioco, créé par S. Borando e A. Beozzi, Development P. Chiarinotti, Music A. Perri ; Illustrations Silvia Borando, Minibombo, Reggio Emilia (Italie)
    - Toca Nature, Toca Boca, éd. Toca Boca, Stockholm (Suède)
- Book&Seeds[8] : Gaëtan Dorémus, Frigo vide, Seuil Jeunesse, Paris,  France, 2009
  - Mentions :
    - Alain Serres (texte) et Aurélia Fronty (illustrations), Une cuisine qui sent bon. Les soupes du monde, Rue du Monde,  France, 2012
    - Martine Gasparov (texte) et Violaine Leroy (illustrations), A table ! Petite philosophie du repas, Gallimard Jeunesse, Paris,  France, 2014
    - Katarzyna Bogucka et Szymon Tomiło (texte), Katarzyna Bogucka (illustrations), WYTWÓRNIK KULINARNY, Wytwórnia, Warsaw, Poland, 2014
    - Young-Eun Ahn (texte) et Seong-Hee Kim (illustrations), The Largest Cake In The World, Junior Gimm-Young Publishers Inc., Gyeonggi-do, South Korea, 2014

2016
- Fiction Award : Mon tout petit, de Germano Zullo, illustrations de Albertine Zullo, éd. La Joie de Lire ( Suisse)
  - Mentions :
    - Enfantillages, de Gérard DuBois, éditions du Rouergue ( France)
    - Walking Home Through the Night, de Akiko Miyakoshi, éd. Kaisei-sha Publishing Co. Ltd. (Japon), traduit en 2016 sous le titre Quand il fait nuit, éditions Syros.
    - Att vara jag de Anna Höglund, éd. Lilla Piratförlaget (Suède)
      - Special Mention : When The Sun Rises de Katsumi Komagata, éd. One Stroke (Japon)
- Non Fiction Award : série jeunesse Libros para manana, texte de Equipo Plantel, illustrations de Marta Pina, Mikel Casal, Joan Negrescolor & Luci Gutiérrez, éd. Media Vaca ( Espagne)
  - Mentions :
    - Générations robots, de Natacha Scheidhauer, illustrations de Séverine Assous, Actes Sud Junior ( France)
    - Shackletons's Journey de William Grill, éd. Flying Eye Books (Royaume-Uni) ( Royaume-Uni)
    - Alle wetter, de Britta Teckentrup, éd. Verlagshaus Jacoby & Stuart (Allemagne) ( Allemagne)
    - This is Prague, texte de Olga Černá, illustrations de Michaela Kukovičová (Tchécoslovaquie)
- New Horizons Award :Tongue Twister (Lisanak Hisanak), texte de Fatima Sharafeddine, illustrations de Hanane Kai, éd. Kalimat (Émirats arabes unis)
  - Mentions :
    - TRES PORTUGUESES BAJO UN PARAGUAS (SIN CONTAR EL MUERTO), texte de Rodolfo Walsh, illustrations de Inés Calveiro, Calibroscopio Ediciones (Argentine)
    - NO DES PUNTADA SIN HILO, texte Manuel Peña Muñoz, illustrations de Maureen Chadwick, Editorial Amanuta (Chili)
    - CONQUISTADORES EN EL NUEVO MUNDO, texte de Grassa Toro, illustrations de Pep Carrió, Tragaluz editores S.A.S (Colombie)
- "Opera prima" (Première œuvre) : Pacho Rada, la légende ! de Johanna Benz, Éditions Magnani ( France) 
  - Mentions :
    - Beautifuls Birds texte de Jean Roussen, ill. de Emmanuelle Walker, Flying Eye Books (Royaume-Uni) ( Royaume-Uni) (traduit Beaux Oiseaux, éd. Gautier-Languereau)
    - La mégapole de Cléa Dieudonné, éditions l'Agrume ( France)
    - Le case degli altri bambini de Claudia Palmarucci, Orecchio Acerbo Editore ( Italie)

2017
- Fiction Award :  A Child of Books, de Oliver Jeffers et Sam Winston, Walker Books Ltd, London, UK, 2016  ( Royaume-Uni) Traduit sous le titre L'Enfant des livres, Kaléidoscope, 2016
  - Mentions :
    - Un Jardin, texte de María José Ferrada, illustrations de Isidro Ferrer, A buen paso, Mataró, Spagna, 2016 ( Espagne)
    - Still Stuck, de Shinsuke Yoshinsuke, Bronze Publishing Inc., Tokyo, Japan
    - Jeg Rømmer (I'm out of here) de Mari Kanstad Johnsen, Gyldendal Norsk Forlag, Oslo, Norway, 2015
    - Teeth Hunters, de Wonhee Jo, Iyagikot, Seoul, South Korea
- Non Fiction Award : The Wolves of Currumpaw de William Grill, Flying Eye Books, London, UK, 2016  ( Royaume-Uni)
  - Mentions :
    - Planète Migrants, texte de Sophie Lamoureux, illustrations de Amélie Fontaine, Actes Sud, Paris, France, 2016  ( France)
    - Les mondes invisibles des animaux microscopiques, texte et illustrations de Hélène Rajcak et Damien Laverdunt, Actes Sud, Paris, France, 2016 ( France)
    - Anatomie, texte de Jean-Claude Druvert, illustrations de Hélène Druvert, La Martinière Jeunesse, Paris, France, 2016 ( France)
    - Spellbound, de Maree Coote, Melbournestyle Books, Victoria, Australia, 2016
- New Horizons Award : La mujer de la Guarda, texte de Sara Bertrand, illustrations de Alejandra Acosta, Babel Libros, Bogotà, Colombia, 2016 
  - Mentions :
    - Cuentame, de Ana Palmero Cáceres, Ediciones Ekaré, Caracas, Venezuela, 2016
    - El camino de Marwan, texte de Patricia de Arias, illustrations de Laura Borràs, Editorial Amanuta, Santiago, Chile, 2016
- "Opera prima" (Première œuvre) : The Museum of Me, Jemma Lewis, Tate Publishing, London, UK, 2016 ( Royaume-Uni)
  - Mentions :
    - Max et Marcel, de Alice Meteignier, Éditions MeMo, Nantes, France, 2016 ( France)
    - Contes au carré, de Loïc Gaume, Éditions Thierry Magnier, Paris, France, 2016  ( France)
    - Les Farceurs, de Anne-Hélène Dubray, L’Agrume, Paris, France, 2016  ( France)
- Braw on Art : Cloth Lullaby - The woven life of Louise Bourgeois, texte de Amy Novesky, illustrations de Isabelle Arsenault, Abrams, New York, USA, 2016. Traduit en français sous le titre Une berceuse en chiffons : la vie tissée de Louise Bourgeois, La Pastèque, 2016
  - Mentions :
    - Le Lutin des arts de Chiara Carrer, Éditions La Joie de Lire, Geneva, Switzerland, 2008 ( Suisse)
    - Jak se dělá galerie (How to Make a Gallery), texte de Ondřej Chrobák, Rotislav Koryčánek, Martin Vaněk, illustrations de David Böhm, Jiří Franta, Moravská Galerie, Brno, Ceca Republic, 2016
    - The Gift de Page Tsou, Taipei Fine Arts Museum, Taipei, Taiwan, 2014
    - Ksiazka do Zrobienia (This is a Book to Make), de Aleksandra Cieślak, Wydawnictwo Dwie Siostry, Warszawa, Poland, 2017
- Books and seeds : Un grand jardin, texte de Gilles Clément,  illustrations de Vincent Gravé, Cambourakis, Paris, France, 2016 ( France)

2018
- Fiction : L'oiseau blanc d’Alex Cousseau et Charles Dutertre (éditions du Rouergue, France) ( France)
  - Mentions :
    - Dos caminos, Raul Guridi (Editorial Libre Albedrío, Aguadulce, Spain) ( Espagne)
    - Tuulen vuosi, Hanna Konola (Etana Editions, Helsinki, Finland)
    - Otto, Florie Saint-Val, Etienne Exbrayat (éditions MeMo, Nantes, France) ( France)
    - Zgubiona Dusza (The Lost Soul), Olga Tokarczuk, Joanna Concejo (Format, Wroclaw, Poland)
- Non fiction : Loudly softly in a whisper (traduit en français Dans mes oreilles, j'entends le monde, éditions Rue du monde) et I see that de Romana Romanyshyn et Andriy Lesiv (The Old Lion Publishing House, Ukraine)
  - Mentions :
    - Louis Pasteur enquête pour la France, Florence Pinaud, Julien Billaudeau (Actes Sud/Palais de la Decouverte, Arles, France) ( France)
    - Le ruban, Adrien Parlange (Albin Michel Jeuness, Paris, France) ( France)
    - Egg, Britta Teckentrup (Prestel, Munich, Germany) ( Allemagne)
- Opera prima : La plage de Sol Undurraga (L'Agrume, France) ( France)
  - Mentions :
    - Who are you, An Hyo-lim (Bandal, Paju, South Korea)
    - The book of mistakes, Corinna Luyken (Penguin Young Readers, New York, USA)
    - L'ascension de Saussure, Pierre Zenzius (éditions du Rouergue, Arles, France) ( France)
- Bologna Ragazzi award on art - architecture & design : Cabanes d'Aurélien Débat (Les Grandes Personnes, France) ( France)
  - Mentions :
    - Wall, Jin-ho Jung (Bir Publishing, Seul, South Korea)
    - Haus, Johannes Vogt, Felicitas Horstschafer (Gesternberg, Hildesheim, Germany)  ( Allemagne)
    - My museum, Joanne Liu (Prestel, Munchen, Germany)  ( Allemagne)
    - Wytwornik gora! (Mountains!), Madalena Matoso (Wytwórnia, Warsaw, Poland)
- New horizons : Tree dancing de Bae Yoo Jeong (Bandal, Corée du Sud)
- Bologna Ragazzi award books & seeds : Le potager d'Alena de Sophie Vissière (Hélium, France) ( France)

2019
- Fiction : Puppet, Plum Pit, Plum, Plank, and back to Puppet de  Vojtěch Mašek et Chrudoš Valoušek (Baobab, République tchèque)
  - Mentions :
    - Et puis de Icinori (Albin Michel Jeunesse, France) ( France)
    - The Moon over the Apple Orchard, Texte Kwon Jung-saeng, illustrations by Yoon Mi-sook (Changbi Publishers, Gyeonggi-do, South Korea)
    - À travers, texte et illustrations Tom Haugomat (Éditions Thierry Magnier, Paris, France) ( France)
- Non fiction : Atlas das viagens e dos exploradores : As viagens de monges naturalistas e outros viajantes de todos os tempos e lugares d'Isabel Minhós Martins et Bernardo P. Carvalho (Planeta Tangerina, Portugal) ( Portugal)
  - Mentions :
    - Chaque seconde dans le monde, texte et illustrations Bruno Gibert (Actes Sud Junior, Arles, France) ( France)
    - Kvinner i kamp : 150 års kamp for frihet, likhet og søsterskap!, texte Marta Breen, illustrations by Jenny Jordahl (Cappelen Damm, Oslo, Norway)
    - Rue des Quatre-Vents, texte Jessie Magana, illustrations Magali Attiogbé (Les Éditions des Éléphants, Paris, France) ( France)
    - Orbis Sensualium Pictus. El mundo en imágenes, texte Johannes Amos Comenius, illustrations Paulo Kreutzberger (Libros del Zorro Rojo, Barcelona, Spain) ( Espagne)
- New horizons : A History of Pictures for Children (traduit Une histoire des images pour les enfants) de David Hockney, Martin Gayford et Rose Blake (Thames & Hudson, Angleterre).  ( Royaume-Uni)
  - Mentions :
    - Museo Media Vaca, texte et illustrations par 31 Illustrateurs, dir.  Vicente Ferrer (Media Vaca, Valencia, Spain) ( Espagne)
- Opera prima : Julian Is a Mermaid de Jessica Love (Candlewick Press, États-Unis)
  - Mentions :
    - A shadow, texte et illustrations Chae Seung-yeon (Bandal, Paju-si, South Korea)
    - Everest, texte Sangma Francis, illustrations Lisk Feng (Flying Eye Books, London, UK) ( Royaume-Uni)
- Bologna Ragazzi - Toddler :  ¡A dormir, gatitos!  de Bàrbara Castro Urío (Zahorí Books, Espagne) ( Espagne)
  - Mentions :
    - Mes animaux tout doux du jardin, texte et illustrations Xavier Deneux (Bayard, Paris, France) ( France)
    - We Sang You Home, texte Richard Van Camp, illustrations Julie Flett (Orca Book Publishers, Victoria, Canada)
    - Kominiarz /Piekarz (Chimney sweeper/Baker), texte et Illustrations Dominika Czerniak-Chojnacka  (Wydawnictwo Dwie Siostry, Warsaw, Poland)

### Depuis 2020
2020
- Fiction :  Meine liebsten Dinge müssen mit de  Sepideh Sarihi, ill. de Julie Völk (Beltz & Gelberg,  Allemagne)
  - Mentions :
    -  Le Roi de la Lune  de Bérengère Cournut, ill. de Donatien Mary (éditions 2024,  France)
    -  Le grand serpent , texte et ill. de Adrien Parlange (Albin Michel Jeunesse,  France)
    -  The Wall in the Middle of the Book , texte et illustrations Jon Agee (Dial Books for Young Readers, USA)
- Non fiction :  Marie Curie. Nel paese della scienza, texte de Irène Cohen-Janca, ill. de Claudia Palmarucci (Orecchio Acerbo,  Italie)
  - Mentions :
    -  Mapping Sam , texte et illustrations Joyce Hesselberth (Greenwillow Books, USA)
    -  Plasticus maritimus. Uma espécie invasora , texte Ana Pêgo et Isabel Minhós Martins, illustrations de Bernardo P. Carvalhoby (Planeta Tangerina,  Portugal)
    -  Infinite Hope: A Black Artist's Journey from World War II to Peace , texte et illustrations Ashley Bryan (Caitlyn Dlouhy Books, USA)
    -  Suffragette. The Battle for Equality , texte et illustrations David Roberts (Two Hoots,  Royaume-Uni)
- Opera prima :  Where is Your Sister? de Puck Koper (Two Hoots,  Royaume-Uni)
  - Mentions :
    -  An old tailor shop at Intersection, texte et illustrations Ahn Jaesun  (Woongjin Think Big, Corée du Sud)
    -  Troca-tintas, texte Sangma Francis, illustrations Gonçalo Viana  (Orfeu Negro,  Portugal)
    - Kiki en promenade, texte et illustrations de Marie Mirgaine (Éditions Les Fourmis Rouges,  France)
    - Widziałem pięknego dzięcioła (I Saw a Beautiful Woodpecker), texte de Michał Skibiński, illustrations de Ala Bankroft (Wydawnictwo Dwie Siostry,  Pologne)
- New Horizons : Lullaby for Grandmother, texte et illustrations de Iwona Chmielewska (BIR Publishing , Corée du Sud)
- Comics - Early Reader : Written And Drawn By Henrietta, texte et illustrations de Ricardo Liniers (Toon Books, USA)
  - Mentions :
    - Toni. Und alles nur wegen Renato Flash, texte et illustrations de Philip Waechter (Beltz & Gelberg,  Allemagne)
    - Ariol. Touche pas à mon veau, texte de Emmanuel Guibert, ill. de Marc Boutavant (Bayard Éditions,  France)
    - Diana sottosopra, texte et ill. de Kalina Muhova (Canicola Edizioni,  Italie]
- Comics - Middle Grade : Imbattable. Justice et légumes frais, texte et ill. de Pascal Jousselin (Dupuis,  Belgique)
  - Mentions :
    - Simon et Louise, texte et ill. de Max de Radiguès (Éditions Sarbacane,  France)
    - Les Vermeilles, texte et ill. de Camille Jourdy (Actes Sud BD,  France)
    - Akissi Aller-Retour, texte de Marguerite Abouet, dessins de Mathieu Sapin (Gallimard Jeunesse,  France)
- Comics - Young Adult : The Short Elegy, texte et dessins de Animo Chen (Locus Publishing, Taiwan)
  - Mentions :
    - Kahe Heli Vahel, texte et dessins de Joonas Sildre (Arvo Pärdi Keskus, Estonie)
    - Laura Dean Keeps Breaking Up With Me, texte de Mariko Tamaki, dessins de Rosemary Valero-O’Connell (First Second Books, USA) (traduit  Mes ruptures avec Laura Dean, éd. Rue de Sèvres)
    - Ninna nanna a Teheran, texte et dessins de Nassim Honaryar (Rizzoli Lizard,  Italie)
- Cinema - categoria speciale : Mvsevm, texte de Javier Saez Castan et Manuel Marsol, illustrations de Manuel Marsol (Fulgencio Pimentel, Orfeu Negro, Orecchio Acerbo ; Espagne, Portugal, Italie) 
  - Mentions :
    - The Rainbow of Time, texte et ill. de Jimmy Liao (Locus Publishing Company, Taiwan)
    - Féminin féminin. Las mujeres de la Nouvelle Vague, texte et ill. de Josefina Schargorodsky (Tres Tigres Tristes/Avenauta ,  Espagne)
    - Cinematográfico, texte de Gema Sirvent, ill. de Ana Pez (Editorial Libre Albedrío,  Espagne)
    - Hello Monsieur Hulot, et Monsieur Hulot à la plage et Hulot domino, texte et ill. de David Merveille  (Éditions du Rouergue,  France)

2021
- Fiction : Home de Lin Lian-En, Yes Creative Ltd./Papa Publishing House (Taiwan) 
  - Mentions :
    - Ha visto la mia coda?, Alberto Lot, éd Minibombo  Italie
    - La prima neve, texte de Elham Asadi, ill. de Sylvie Bello, éd. Topipittori  Italie
    - Sous le soleil de Ariadne Breton-Hourcq et Laurence Lagier, Éditions MeMo,  France
    - The Yulu Linen, texte de Cao Wenxuan, ill. Suzy Lee, co-publication Jieli Publishing House (Chine) et Bear Books (Corée du Sud)
- Non Fiction : One of a kind de Neil Packer, éd. Walker Books ,  Royaume-Uni (traduit en français Unique au monde : organiser, classifier, collectionner !, éd. Albin Michel jeunesse)
  - Mentions :
    - Marek Kaminski. Jak zdobyc bieguny Ziemi…w rok, texte Agata Loth-Ignaciuk, ill. Bartlomiej Ignaciuk, éd. Wydawnictwo Druganoga (Pologne)
    - Paisajes perdidos de la tierra, texte Natural Science Museum di Barcelona, ill. Aina Bestard, éd. Zahorí Books  Espagne
    - Rice Rice Rice, Bamco, éd. Hyang (Corée du Sud)
    - Tipos curiosos, texte Ricardo Henriques, ill. Madalena Matoso con Rúben Dias; éd. Pato Lógico Edições  Portugal
- Opera Prima : Neighbors de Kasya Denisevich, éd. Chronicle Books (USA) 
  - Mentions :
    - Guide de Survie Dans La Jungle de Hao Shuo, Éditions 2024  France
    - Pion i Poziom, texte Bartosz Sztybor, ill. Łukasz Golędzinowski, éd. Wydawnictwo Dwie Siostry (Pologne)
    - So much snow de Park Hyun-min, éd. Dalgrimm Yellowpig Publisher (Corée du Sud)
- New Horizons : Město pro každého, texte Osamu Okamura, ill. David Böhm et Jiři Franta, photos de Pavel Horák, éd. Labyrint (République tchèque)
- Poésie : Cajita de fósforos. Antología de poemas sin rima, texte Adolfo Córdova, ill. Juan Palomino, éd. Ekaré (Venezuela)
  - Mentions :
    - Love Letter de Animo Chen, éd. Locus Publishing (Taïwan)
    - Niños, texte María José Ferrada, ill. María Elena Valdez, éd. Alboroto (Mexique)
    - The Girl Who Became a Tree. A Story Told in Poems, texte Joseph Coelho, ill. Kate Milner, éd. Otter-Barry Books  Royaume-Uni
    - Tiger, Tiger, Burning Bright!, texte Fiona Waters, ill. Britta Teckentrup, éd. Nosy Crow  Royaume-Uni
    - Collection  « Les Poèmes », éditions Le port a jauni  France
- Comics - Early Reader : Iparapa Yamooyamoo de Lee Gee Eun, éd. Sakyejul Publishing (Corée du Sud)
  - Mention : Cachée ou pas j’arrive ! de Lolita Séchan et Camille Jourdy, éditions Actes Sud  France
- Comics - Middle Grade : Memet, texte de Isabella Cieli, ill. Noémie Marsily, éd. L'employé du moi  Belgique
  - Mention : Ktoredy do Yellostone de Alexandra et Daniel Mizieliński, éd. Wydawnictwo Dwie Siostry (Pologne)
- Comics - Young Adult : Le Discours de la Panthère de Jérémie Moreau, Éditions 2024  France
  - Mentions : 
    - Gamayun Tales I: An Anthology of Modern Russian Folk Tales de Alexander Utkin, éd. Nobrow  Royaume-Uni
    - Spirou ou l'espoir malgré tout, tome 1 : Un mauvais départ, de Émile Bravo, éd. Dupuis  Belgique

2022
- Fiction : A qui appartiennent les nuages ? de Mario Brassard et Gérard DuBois, éditions La Pastèque  Canada
  - Mentions :
    - ¿Qué tiene un bosque?, Yael Frankel, Claraboya Ediciones. Chili
    - Summer (L'été de Vivaldi), Suzy Lee, BIR Publishing Co., Ltd. Corée du Sud
    - Fechamos, Texte Gilles Baum, illustrations Régis Lejonc, Les Éditions des Éléphants  France
- Non fiction : Monstres sacrés : voyage au cœur des volcans de Julie Roberge et Alessandra Mc , éd. La Pastèque  Canada
  - Mentions :
    - Para que serve?, Texte José Maria Vieira Mendes, illustrations Madalena Matoso, éd. Planeta Tangerina, Portugal
    - Des trucs comme ci, des trucs comme ça, Bernadette Gervais, Éditions des Grandes Personnes  France
    - Father’s big hands, Choi Deok-Kyu, éd. Yun Edition. Corée du Sud
- New horizons : Laimes bērni de Luīze Pastore et Evija Pintāne, éd. Liels un mazs  Lettonie
- Opera prima : Les reflets d'Hariett de Marion Kadi, éd. L'Agrume  France
  - Mentions :
    - Det var en gång och blir så mycket mer, Johanna Schaible, éd. Lilla Piratförlaget. Sweden
    - Fluidoteca, Berta Páramoéd, éd. Litera libros. Espagne
- Comics - early reader : Bienvenue à Bibiville d'Eponine Cottey,  Editions 2024   France
  - Mention : 
    - Hvem rumpet brunosten?, texte Erlend Loe, art Kim Hiorthøy, éd. Cappelen Damm. Norvège
- Comics - middle grade : Teatro di natura de Michelangelo Setola, éd. Canicola  Italie
  - Mention :
    - Nowhere girl, Magali Le Huche, Dargaud  France
- Comics - young adult : Polly de Fabrice Melquiot et Isabelle Pralong, éd. La Joie de Lire  Suisse
  - Mention :
    - Le grand vide, Léa Murawiec, Éditions 2024  France
- Poesia - categoria speciale : Immenses sont leurs ailes de Murielle Szac et Nathalie Novi, éd. Bruno Doucey  France
  - Mentions :
    - Corazón de pájaro, Texte Mar Benegas, illustrations Rachel Caiano, éd. AKIARA books.  Espagne
    - Sagan um Skarphéðin Dungal sem setti fram nýjar kenningar um eðli alheimsins, Texte Hjörleifur Hjartarson, illustrations Rán Flygenring.Angústúra, éd. Angústúra. Iceland.
    - Vom Flaniern und Weltspaziern, Texte Elisabeth Steinkellner, illustrations Michael RoherTyrolia-Verlag, éd. Tyrolia-Verlag. Austria.
- Crossmedia Award : En sortant de l’Ecole Vol. 2. Publisher: éditions Thierry Magnier. Country: France. Author: Roy, Tardieu, Verlaine, Chedid. Extension: Short movies series. Producer: Tant mieux prod.

2023
- Fiction : Todo lo que pasó antes de que llegaras de Yael Frankel, éd. Limonero  Argentine
  - Mentions :
    - Thump! Thump! Thump!, Texte Yu Yi, illustrations by Wang Zumin, éd. 21st Century Publishing Group. Chine
    - Spinne spielt Klavier (Spider Plays Piano), Benjamin Gottwald, éd. Carlsen Verlag GmbH. Allemagne
    - Moving Away, Ji Yeon Lee, éd. NCSOFT Corporation, South Korea
- Non fiction : Art of protest de De Nicols, Diana Dagadita, Saddo, Olivia Twist, Molly Mendoza et Diego Becas (Big Picture Press, éd. Bonnier Books UK  Royaume-Uni
  - Mentions :
    - Woven of the World, Text Katey Howes, illustrations Dinara Mirtalipova, éd. Chronicle Books, USA
    - Ogledalo bez mana (The Flawless Mirror), Agata Lučić, éd. Mala zvona d.o.o., Croatia
- New horizons : El bolso de María José Ferrada, Ana Palmero, éd. Cáceres Alboroto Ediciones  Mexique
- Opera prima (première oeuvre) : Mariedl, une histoire gigantesque de Laura Simonati, éd. Versant Sud jeunesse  Belgique
  - Mentions :
    - The Blue: Bench, Mia, éd. Studio Woom, South Korea
- Comics - early reader : Whose Sock? de Sun Jun, éd. Hsin Yi Publications  Chine
  - Mentions :
    - Après les vagues, Sandrine Kao, Grasset Jeunesse  France
    - O primeiro dia (The First Day),  Henrique Coser Moreira, éd. Planeta Tangerina, Portugal
- Comics - middle grade : Un matin de Jérôme Dubois et Laurie Agusti, éd. La Partie  France
  - Mentions :
    - The Shadow Theater, Kyu-Ah Kim, éd. Bear Books Inc., South Korea
    - House of Dracula, Texte 5unday, illustrations Heedae Yun, éd. Dogbooks, South Korea
    - Le monde des animaux perdus, Noémie Weber, Gallimard Jeunesse  France
- Comics - young adult : Planetarium Ghost Travel The Art of Sakatsuki Sakana de Sakana Sakatsuki, éd. PIE International Inc.  Japon
  - Mentions :
    - Aujourd'hui, Loïc Froissart, éd. L'Articho  France
    - Avant l'oubli, Lisa Blumen, éd. L'employé du moi  Belgique
    - Night Night,  Chivas Leung, éd. Studio Mary, Hong Kong, China
- Fotografia - categoria speciale : Seen and Unseen: What Dorothea Lange, Toyo Miyatake, and Ansel Adams’s Photographs reveal about the Japanese American Incarceration de Elizabeth Partridge et Lauren Tamaki, éd. Chronicle Books  États-Unis
  - Mentions :
    - Qui veut jouer avec moi ?, Claire Dé, Éditions des Grandes Personnes  France
    - Cache-cache cauchemars, Jean Lecointre, Éditions Thierry Magnier  France
    - O adeus do marujo (The Sailor's Goodbye), Flávia Bomfim, éd. Pallas Editora, Brazil

2024,
- Fiction : Kintsugi, texte et illustrations de Issa Watanabe, éd. Libros del Zorro Rojo (Espagne, Argentine, Mexique)
  - Mentions :
    - ¡Gracias, Madre Tierra! (Thank You, Mother Earth!), Iroquois Oral Tradition, illustrations de Vanina Starkoff, Akiara books  Espagne
    - Já, chobotnice (Me, Octopus), texte et illustrations de Magdalena Rutová, Baobab (République tchèque)
- Non Fiction :  Myko (Myco), texte de Jiří Dvořák, illustrations de Daniela Olejníková, Baobab (République tchèque)
  - Mentions :
    - A Jungle in Your Living Room: A Guide to Creating Your Own Houseplant Collection, texte de Michael Holland, illustrations de Philip Giordano, Flying Eye Books  Royaume-Uni
    - Caduto. La seconda vita degli alberi (Fallen. The Second Life of Trees), texte de Valentina Gottardi, Danio Miserocchi, Maciej Michno, illustrations by Valentina Gottardi, éd. Cocai Books  Italie
    - Vertical. Historia ilustrada de la escalada (Vertical. An Illustrated History of Climbing), texte et illustrations de Ximo Abadía, éd. Litera Libros  Espagne
- Extraordinary Award : Bambini nascosti (Hidden Children), texte et illustrations de Franco Matticchio, éd. Vànvere edizioni  Italie
- Opera Prima (Première oeuvre) : Ko darīt, ja esi kails pilsētā (What to Do If You Are Naked in a City?), texte et illustrations de Aleksandra Runde, éd. Janis Roze Publishers (Lettonie)
  - Mentions :
    - Petits riens (Small Nothings), texte et illustrations de Marion Pedebernade (Waii-Waii), CotCotCot Éditions  Belgique
    - 모 이야기 (Mo Story), texte et illustrations de Yeonju Choi, éd. Atnoonbooks (Corée du Sud)
- Toddler : Dia de Lua (Moon Day), texte et illustrations de Renato Moriconi, éd. Jujuba Editora (Brésil)
  - Mentions :
    - Desenha tudo o que quiseres (Draw whatever you want), texte et illustrations de Madalena Matoso, éd. Planeta Tangerina  Portugal
    - Joséphine, texte et illustrations by Chloé Alméras, Éditions du Seuil  France
    - Złapię cię! Tutu i pojazdy (Can You Catch Me? Tutu and Vehicles), texte et illustrations de Piotr Karski, éd. Wydawnictwo Dwie Siostry  Pologne
- New Horizons : Prix spécial du jury : 回憶見 (See You in Memories), texte et illustrations de Pen So, éd. Pen So Artlab (Hong Kong-Chine)
- The Sea, special category : Giù nel blu - Dalla superficie agli abissi: viaggio sottomarino sfogliabile (Down in the Blue - From the Surface to the Abyss: a Browsable Underwater Journey), text de Gianumberto Accinelli, illustrations de Giulia Zaffaroni, éd. Nomos Edizioni  Italie
  - Mentions :
    - Pleine Mer, texte et illustrations de Antoine Guilloppé, éd. Gautier-Languereau  France
    - 死んだかいぞく Shinda Kaizoku (The Dead Pirate), texte et illustrations de Masakatsu Shimoda, éd. Poplar Publishing (Japon)
- Comics - Early Reader : Comment naissent les arbres (How Trees Are Born), texte et dessins de Charles Berbérian, éd. La Martinière Jeunesse  France
  - Mentions :
    - 달리다 보면 (As You Drive), texte et dessins de Ji-an Kim, éd. Woongjin ThinkBig (Corée du Sud)
    - 호랭떡집 (Rice Cake House of a Tiger), texte et dessins de Seo Hyun, éd. Sakyejul Publishing (Corée du Sud)
- Comics - Middle Grade : Les Pissenlits, texte et dessins de Nina Six, éditions Sarbacane  France
  - Mentions :
    - Dronefangeren (The Drone Catcher), texte de dessins de Øyvind Torseter, éd. Cappelen Damm  Norvège
    - Mergaitė su šautuvu. Istorija apie mergaitę partizanę (A Girl With a Gun. A Story About a Girl Partisan), texte de Marius Marcinkevičius, dessins de Lina Itagaki, éd. Misteris Pinkmanas (Lithuanie)
- Comics - Young Adult : Il racconto della roccia (The Tale of the Stone) texte de dessins de BeneDì (Benedetta D'Incau), éd. Coconino Press  Italie
  - Mentions :
    - Clocki (Today), texte et dessins de Mathias Martinez, éd. Misma  France
    - Le Visage de Pavil, texte et dessins de Jérémy Perrodeau, éditions 2024  France
    - Loops, texte de Luca Pozzi, dessins de Elisa Macellari, éd. BAO Publishing  Italie

2025
- Fiction : House of Wisdom, texte Bodour Al Qasimi, illustrations Majid Zakeri Younesi, Publisher: Kalimat, United Arab Emirates
  - Mentions :
    - Heatwave, texte et illustrations Lauren Redniss, Publisher: Random House Children’s Books, États-Unis
    - Ingen utom jag (Nobody but Me), texte et illustrations Sara Lundberg, Publisher: Natur & Kultur, Suède
    - Boucle d'or en chemin, texte et illustrations Caroline Gamon, Hélium,  France
- Non fiction : Per mille camicette al giorno (For a Thousand Blouses a Day), texte Serena Ballista, illustrations Sonia Maria Luce Possentini, Publisher: Orecchio Acerbo,  Italie
  - Mention :
    - London: a History, texte et illustrations Laura Carlin, publisher: Walker Books,  Royaume-Uni

- Opera prima : If You Want to Eat a Red Apple, texte Jin Joo, illustrations Ga Hee Lee, Publisher: Finger Publishing, Corée du Sud
  - Mentions :
    - Calcio di rigore (Penalty Kick),        texte Greta Amadeo, illustrations Lenina Barducci, Publicher: Pulce,  Italie
    - La colección Billy Besta (The Billy Besta Collection), texte et illustrations Jill Senft, Publisher: Limonero, Argentine
- Toddler : Le coq polyglotte, texte et illustrations Marie Darme-Rizzo, éd. Hélium,  France
  - Mentions :
    - Numbers, texte Cibrán Rico López et Suso Vázquez Gómez, illustrations: Álvaro Valiño, Publisher: Fabulatorio,  Espagne
- New Horizons : Dalla finestra (Through the Window), texte Laura Cattabianchi, illustrations: Laura Cattabianchi et Patrizio Anastasi, Publisher: Start Edizioni,  Italie
- Sustainability, catégorie spéciale : Art is a Voice, texte et illustrations Kripa, Publisher: Art1st Enterprises, Inde
  - Mentions :
    - Raíces del bosque (Roots of the Forest), texte Paulina Jara, illustrations Marcos Guardiola, Publisher: Editorial Amanuta, Chili
    - Gardinella y el Gran Viaje (Gardinella and the Great Journey), texte et illustrations Daniela Godel, Publisher: Editorial Libre Albedrio,  Espagne

- Comics - Early Reader : Gutenachtgeschichten für Celeste - Ein sehr gruseliges Bilderbuch (Bedtime Stories for Celeste - a Very Scary Picture Book), texte et dessins Nikolaus Heidelbach et Ole Könnecke, Publisher: Carl Hanser Verlag,  Allemagne
  - Mentions :
    - La finestra indiscreta (The Rear Window) texte et dessins Marina Sáez, Publisher: MTM Editores,  Espagne
    - Babi (Gran) texte et dessin Martina Trchová, Publisher: Host, République Tchèque
    - O Sr. Gato Mágico (Mr Magic Cat), texte et dessin Henrique Coser Moreira, Publisher: Planeta Tangerina, Portugal
- Comics - Middle Grade : Dita Dor (Dictator), texte et dessin António Jorge Gonçalves, Publisher: Edições Assembleia da República, Portugal 
  - Mentions :
    - Kurt er vist ikke helt død (Kurt Is Not Quite Dead), texte Sabine Lemire, dessin Rasmus Bregnhøi, Publisher: Gads Børnebøger, Danemark
    - Alyte, texte et dessin Jérémie Moreau, éditions 2024,  France
- Comics - Young Adult : La Trahison d’Olympe, Livre 1, texte et dessin Jean Dalin, éditions Sarbacane,  France
  - Mentions :
    - Nato in Iran (Born in Iran), texte et dessin Majid Bita, Publisher: Canicola,  Italie
    - L'été du vertige , texte et dessin Adlynn Fischer, éditions La Ville Brûle,  France
    - Fürchten lernen (Learning to Fear), texte et dessin Nando von Arb, Publisher: Edition Moderne,  Suisse